# Argyrops spinifer
Argyrops spinifer är en fiskart som först beskrevs av Forsskål, 1775.  Argyrops spinifer ingår i släktet Argyrops och familjen havsrudefiskar. Inga underarter finns listade i Catalogue of Life.

## Bildgalleri

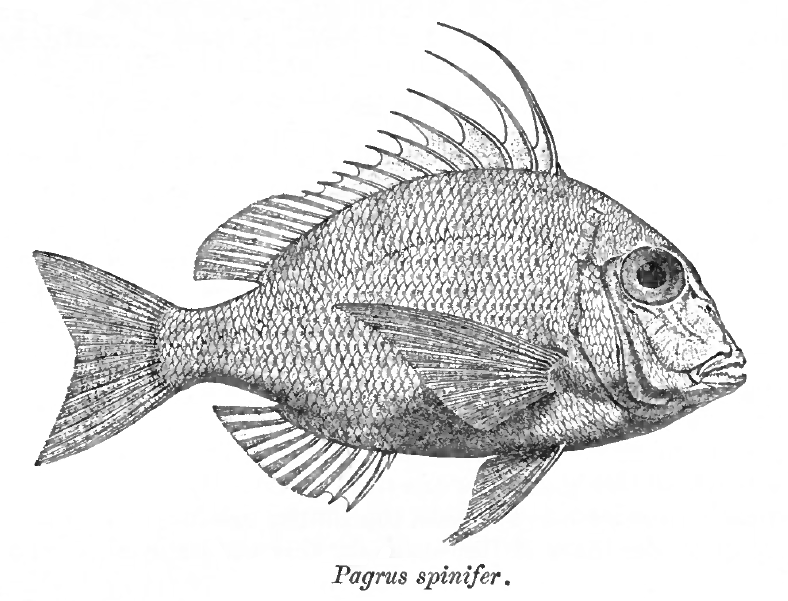
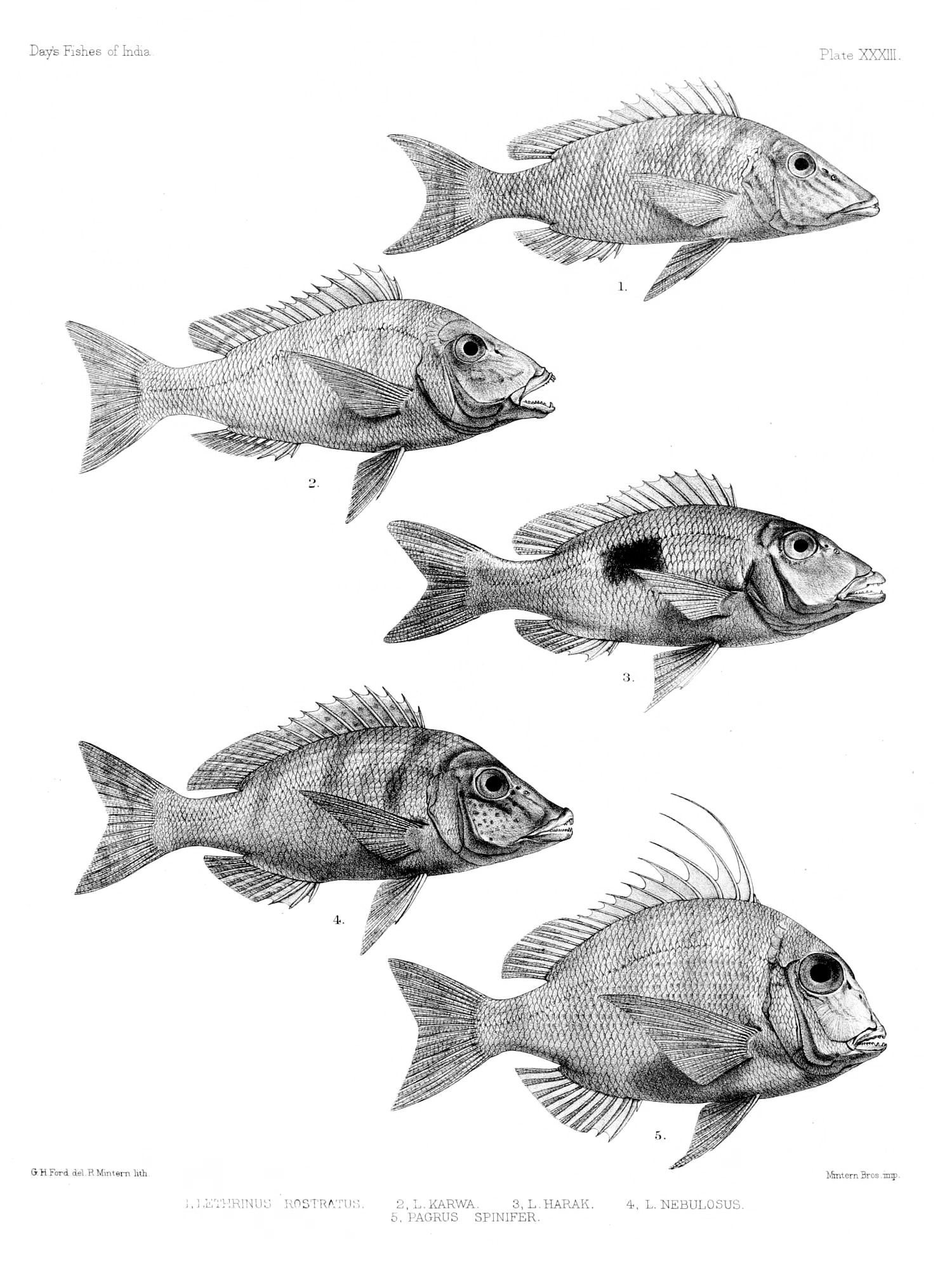